# Molinicos
Molinicos város Spanyolországban, Kasztília-La Mancha autonóm közösségben. Albacete tartomány székhelye.
Lakossága a 2010-es népszámlálás adatai alapján 1060 fő, területe pedig 144 négyzetkilométer. Tengerszint feletti magassága 850 méter.

## Népesség
A település lakosságának változását az alábbi diagram mutatja:
| Lakosok száma | 1288 | 1173 | 1139 | 1091 | 1050 | 931  | 893  | 852  | 829  | 785  |
|               | 2001 | 2004 | 2006 | 2009 | 2011 | 2014 | 2016 | 2019 | 2021 | 2024 |